# Vásárlóerő-paritás
A vásárlóerő-paritás (angolul: purchasing power parity, rövidítve PPP) közgazdasági módszer egy alternatív árfolyam kiszámítására két valuta között. A vásárlóerő-paritás méri, hogy mennyi terméket és szolgáltatást lehet vásárolni egy valutában egy másik valutához mérve, ezzel figyelembe véve a különböző országokban eltérő árakat. Az említett javak (termékek és szolgáltatások) úgynevezett kosarat alkotnak, amelynek a tartalmát megfontoltan kell összeválogatni.
A referenciavaluta általában az amerikai dollár egy adott évre.
Ezzel a módszerrel két problémán lehet felülkerekedni:
- A valutaárfolyamok finom és durva ingadozáson eshetnek át anélkül, hogy változnának a gazdasági körülmények. Egy rövid távú nemzetközi összehasonlítás hamis eredményre jutna a piaci árfolyam használatával.
- A szegény országok valutáit rendszerint alulértékelik a piacon gyenge munkatermelékenységük miatt (lásd Balassa–Samuelson-hatás).

## Használat
A vásárlóerő-paritás árfolyamát mindenekelőtt nemzetközi életszínvonal-összehasonlításokra használják. A nemzetközi GDP-összehasonlítás nem veszi figyelembe, hogy egyes országokban különböznek az árak (például 2006 januárjában egy Big Macet Kínában 1,30 dollárnak megfelelő jüanért lehetett venni, míg Dániában 4,49 dollárnak megfelelő koronáért). A piaci árfolyam és a PPP-árfolyam közti különbség jelentős eltérést is mutathat. Például Mexikóban a piaci árfolyamon számolt GDP 6100 amerikai dollár/fő, míg a vásárlóerő-paritás árfolyamon számolt GDP  9000 dollár/fő.
Indikátornak is használható a PPP, hogy a kérdéses valuta mennyire túl-, illetve alulértékelt egy másik valutához képest a Forex devizapiacon.

## Abszolút PPP
Az abszolút PPP összeköti az árfolyamokat a termékkosár árával. Így egy egységnyi valutáért, átváltás után, ugyanazt a termékkosarat lehet megvenni mindkét országban.
{\displaystyle {S_{t}}={\frac {P_{t}^{*}}{P_{t}}}}, ahol {\displaystyle S_{t}} a PPP-árfolyam és {\displaystyle P_{t}} a kosár ára a {\displaystyle t} időszakban (csillag jelöli a kosár árát a másik országban).
A PPP árfolyama a kosarak árának arányát jelenti.

## Relatív PPP
A vásárlóerő-paritás változását mutatja.
{\displaystyle {\frac {S_{t}}{S_{t-1}}}={\frac {P_{t}^{*}/P_{t-1}^{*}}{P_{t}/P_{t-1}}}}, ahol {\displaystyle S_{t}} a PPP-árfolyam és {\displaystyle P_{t}} a kosár ára a {\displaystyle t} időszakban (csillag jelöli a kosár árát a másik országban).

## Külső hivatkozások
- 2005 International Comparison Program, Világbank (angol)
- Penn Table (a Pennsylvaniai Egyetem adattáblái  188 országra, 1950-2004-es időszakra) (angol)